# Mississippi Coast Gamblers
I Mississippi Coast Gamblers sono stati una franchigia di pallacanestro della USBL, con sede a Biloxi, nel Mississippi, attivi nel 1994.
Disputarono un unico campionato USBL, nel 1994, terminando la regular season in testa con un record di 18-9. Nei play-off persero la semifinale con i Jacksonville Hooters per 103-100. Si sciolsero alla fine del campionato.

## Stagioni
| Stagione | Lega | Denominazione              | V  | P | %    | Piazzamento | Play-off   |
| -------- | ---- | -------------------------- | -- | - | ---- | ----------- | ---------- |
| 1994     | USBL | Mississippi Coast Gamblers | 18 | 9 | 66,7 | 1º          | Semifinale |